# Les partícules elementals
Les partícules elementals (títol original en francès Les Particules élémentaires) és la segona novel·la de Michel Houellebecq, publicada a França el 1998. De seguida va aconseguir un gran èxit, guanyant l'últim Premi Novembre de França i essent escollida millor novel·la de l'any per la revista Lire.
L'obra, dividida en tres parts, es desenvolupa entre el juliol de 1998 i el març del 2009. Narra la història de dos germanastres, Bruno i Michel, alternant el relat d'un i altre. Tots dos nascuts a finals dels anys 50, l'atzar i una mica la intervenció dels seu progenitors els uneix en un moment determinat de les seves vides.
Bruno, és professor de literatura en un institut a Dijon i aspira a ser escriptor algun dia. Al contrari que el seu germanastre, viu obsessionat pel sexe. A punt de separar-se de la seva dona i amb un fill, misogin i racista, cerca el plaer en diferents bordells o navegant per llocs web pornogràfics. Michel, per la seva banda, és un investigador en biologia estrictament determinista, incapaç d'estimar. Evita les seves preocupacions sexuals dedicant tota la seva concentració a la feina, passant els dies entre Monoprix i el seu laboratori, on hi investiga la clonació animal, prenent tranquil·litzants i pensant, a voltes, amb Annabelle, un amor de joventut, i el seu germanastre, Bruno. Un any sabàtic el portarà a una retrobada amb Annabelle i una inspiració que canviarà el destí de la raça humana.
Les partícules elementals és un atac frontal contra els protagonistes del Maig del 68 que avui dia controlen en gran part el poder -polític, econòmic i mediàtic- i el destí de França.

## Adaptació cinematogràfica
L'any 2006, Les partícules elementals es va adaptar al cinema amb la pel·lícula alemanya Elementarteilchen, dirigida per Oskar Roehler. Va concursar en la Berlinale on va guanyar un Os de plata al millor actor protagonista, Moritz Bleibtreu.